# Padre Jesús del Convento

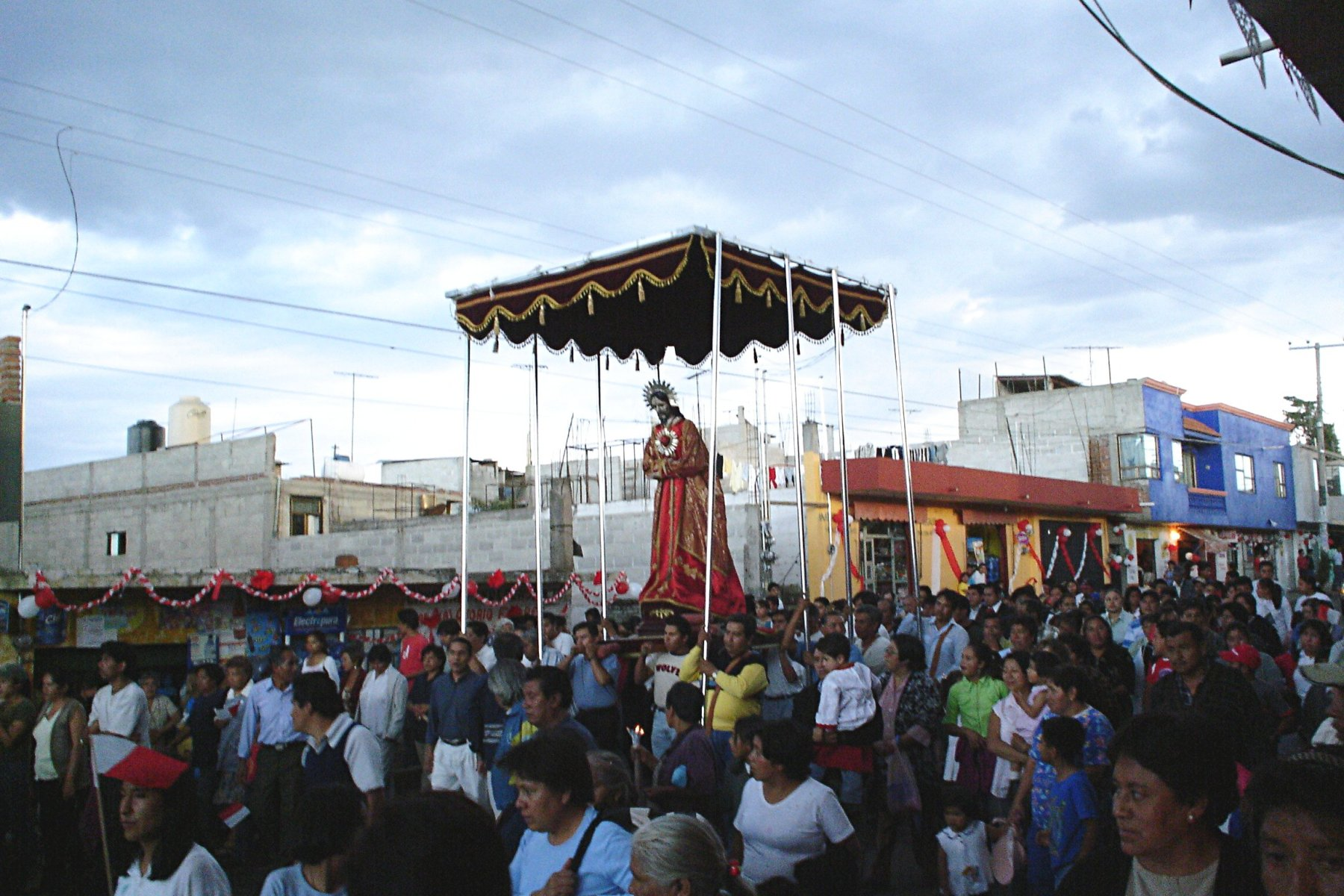
Recorrido de Padre Jesús por El Alto.

Padre Jesús del Convento es una antigua escultura tallada en madera fina, del tamaño medio de un hombre, un poco encorvada de espaldas y con la mirada fija hacia abajo. Probablemente fue mandada esculpir con algún estatuario de Puebla o México, durante los primeros años que transcurrieron de la conquista española. Hay datos de la segunda mitad del siglo XVI cuando ya existía el Convento Franciscano de Chiautempan y en él la imagen de Jesús. 
Los frailes franciscanos deben haberla introducido en dicho monasterio hace cuatro siglos; desde entonces, los vecinos del pueblo de Chiautempan, y los de muchos pueblos circundantes y lejanos le han venerado y consagrado su fe.
Hasta fines del siglo pasado, esta escultura ocupaba uno de los mejores altares del Convento de Chiautempan. Tras la muerte de los señores Ignacio y Rafael Picazo, sus cadáveres fueron inhumados a corta distancia del muro norte del mismo templo y a unos cuantos metros del presbiterio; el presbítero Bernardo Picazo construyó a su costa una capilla circundando en su área los sepulcros de su tío y de su padre; en ella está ahora la imagen de Jesús del Convento y allí recibe un culto cada día más ferviente.

## Leyenda dePadre Jesús del Convento
La tradición oral hace mención que una mañana apareció una mula cargando una caja de madera dentro del atrio del Convento. El mencionado animal permaneció amarrado a uno de los fresnos ubicados en ese lugar, hasta que los Frailes Franciscanos al ver que nadie reclamaba la propiedad de la bestia y su carga, decidieron abrir la caja. Ésta contenía en su interior la imagen de Padre Jesús.
Cuenta también la leyenda de esta imagen venerada, que los vecinos de Apetatitlán querían llevarse a Jesús a su pueblo, pero el día de su partida la imagen se puso tan pesada, al grado que no pudo salir del templo, lo que el pueblo interpretó como una señal milagrosa y de que no debía salir del convento, de ahí el nombre de "Padre Jesús del Convento".

## Las pascuas en honor a la imagen
En la actualidad, existe la costumbre instituida desde hace más de un siglo por los vecinos de los barrios de Ximentla, San Onofre y Xaltantla, de dedicarle por estos y los demás barrios del centro, desde el Domingo de Resurrección, festividades religiosas con el nombre de 'Pascuas', entre ellas, se hace gala de ornamentación en los templos de los barrios y de suntuosidad en los oficios religiosos, con actos de vísperas, maitines, misas, rosarios, sermones y procesiones. 
Estas festividades se realizan de manera recurrente en los siguientes barrios, colonias y templos:
- Barrio de Ximentla (Parroquia del Carmen).
- Barrio de San Onofre (Convento de Nuestra Señora de los Ángeles)
- Barrio de La Soledad (En el Templo de la Soledad)
- Barrio de Tlapacoya. (Capilla de la Santa Cruz).
- Barrio de Texcacoac (Capilla del Dulce Nombre de Jesús).
- Barrio de La Concepción (Convento de Nuestra Señora de los Ángeles)
- Barrio de Chalma (Templo del Señor de Chalma)
- Barrio de Xaltantla (Capilla del Sagrado Corazón de Jesús de Xaltantla)
- La Parroquia de Señora Santa Ana
- El Templo de la Virgen de Guadalupe
- Colonia el Alto (Capilla de San Isidro Labrador)
- Colonia Reforma (Capilla de Nuestra Señora de Fátima)
- Orden Franciscana Seglar (Convento de Nuestra Señora de los Ángeles)
- Gremio de Panaderos (Mes de noviembre en el Convento de Nuestra Señora de los Ángeles)